# Nakata Sigeo
Nakata Sigeo (中田 茂男 ; Hepburn: Nakata Shigeo; 1945. október 16. –) olimpiai és világbajnok japán birkózó. Az 1966. évi Ázsia-játékokon, az 1967. évi birkózó-világbajnokságon és az 1968. évi nyári olimpiai játékokon is aranyérmes volt.

## Pályafutása

### Olimpiai szereplése
| 1. forduló            | 2. forduló                     | 3. forduló                               | 4. forduló                  | 5. forduló                          | 6. forduló                  | 7. forduló        | Döntő | Helyezés |
| Ellenfél Eredmény     | Ellenfél Eredmény              | Ellenfél Eredmény                        | Ellenfél Eredmény           | Ellenfél Eredmény                   | Ellenfél Eredmény           | Ellenfél Eredmény | Ellenfél Eredmény                                                                                          | Helyezés |
| --------------------- | ------------------------------ | ---------------------------------------- | --------------------------- | ----------------------------------- | --------------------------- | ----------------- | --- | -------- |
| Baju Baev (BUL) · 1-3 | André Gaudinot (FRA) · 0.5-3.5 | O Csongnjong (O Jeong-Ryong) (KOR) · 1-3 | Vincenzo Grassi (ITA) · 1-3 | Mohammad Ghorbani (IRI) · kétvállas | Richard Sanders (USA) · 1-3 | erőnyerő          | 1. mérkőzés · Chimedbazaryn Damdinsharav (MGL) · kétvállas · Hozott eredmény · Richard Sanders (USA) · 1-3 |          |